# Quinteto de música

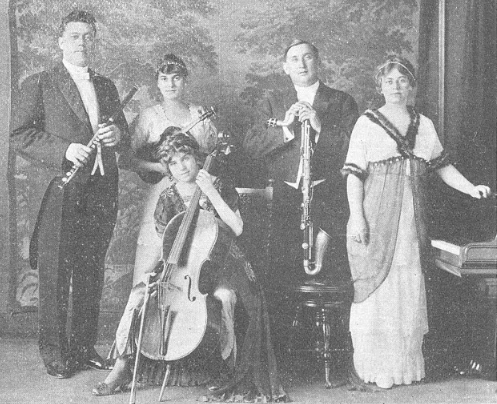
El quinteto orquestal Smith-Spring-Holmes, de una publicación de 1915.

Un quinteto en música es una agrupación de cinco instrumentistas o intérpretes vocales. Esta denominación también se aplica a una pieza musical escrita para ser interpretada por un conjunto de estas características.

## Quinteto como agrupación musical

### Agrupación instrumental
Hay ciertas tipologías de quintetos instrumentales que han tenido más aceptación en los últimos dos siglos y medio, aproximadamente. Estos son el quinteto de viento, el quinteto de metal y el quinteto de cuerda. De todos modos, también ha habido otros tipos de quintetos que han dado juego a los compositores que se han servido de ellas. Un caso es el cuarteto de cuerda más piano que utilizan, entre otros Robert Schumann o Johannes Brahms. Otro caso es el formado por violín, viola, violonchelo, contrabajo y piano, que utiliza Franz Schubert en su quinteto llamado Die Forelle o La trucha, así como diversas combinaciones de instrumentos de viento, de los que forman parte del quinteto de viento, más un piano.

### Agrupación vocal
Habitualmente este tipo de formación parte de las cuatro tipologías principales de voces en la música clásica (soprano, contralto, tenor y bajo) y añade o bien una voz femenina o bien una masculina. Esto quiere decir que la inmensa mayoría de quintetos vocales tienen 3+2 voces o 2+3; otras combinaciones son mucho más infrecuentes. La voz que podríamos considerar añadida al cuarteto suele ser una mezzosoprano, o bien un barítono o bien se duplica alguna de las voces superiores, de modo que queden soprano primera y soprano segunda, o bien tenor primero y tenor segundo. La escritura para quinteto vocal fue hasta cierto punto frecuente a finales del siglo XVI y comienzos del siglo XVII entre los compositores de  madrigales especialmente en Inglaterra y en Italia. En el mundo de la ópera bufa del siglo XVIII el quinteto vocal era una manera de cerrar uno de los actos con la confluencia de cinco de los personajes principales en escena.

## Quinteto como pieza musical

### Música clásica
En música clásica sobresalen las siguientes piezas compuestas para este tipo de agrupación:
- Boccherini: seis quintetos de cuerda para dos violines, una viola y dos violonchelos, op. 10 (1771).
- Bizet: la ópera Carmen contiene un quinteto especialmente atractivo (aunque no siempre es interpretado), por los cantantes que hacen los papeles de algunos de los contrabandistas (1873-1874).
- Brahms: quinteto para piano en fa menor, op. 34 (1862).
- Brahms: quinteto de cuerda en fa, op. 88 (1882).
- Bruckner: quinteto de cuerda en fa mayor (1879).
- Dvorak: quintetos para piano en la, op. 5 (1872), y op. 81 (1887), fuertemente influenciado tanto por los quintetos con piano Schubert como por los de Schumann.
- Mozart: quinteto para piano y vientos K. 452 (oboe, clarinete, fagot y trompa) (1784).
- Reicha: quintetos de viento, uno de los primeros para el medio (a partir de 1811).
- Schubert: quinteto para piano en una gran D.667, (1819), conocido popularmente como el Quinteto La trucha, basado en su lied Die Forelle (La trucha). La pieza está escrita para violín, viola, violonchelo, contrabajo en vez de un violín adicional, y el piano, a diferencia de la disposición habitual del quinteto con piano.
- Schubert: quinteto de cuerda en do mayor, op. 163 (D.956, 1828).
- Schumann: quinteto para piano en mi bemol, op. 44 (1842).
- Shostakovich: quinteto para piano en sol menor, op. 57 (1940).

Entre las agrupaciones destacan:
- Quinteto de Pavlova (Oxford, Inglaterra), formado por Chris Britton, Barbara Stuart, Carolyn King, Jenny Morgan y Simon Payne.

### Jazz
- The Greatest Concert Ever. Quinteto de jazz: Charlie Parker, saxo alto; Dizzy Gillespie, trompeta; Bud Powell, piano; Charles Mingus, bajo, y Max Roach, batería. Massey Hall, Toronto, Canadá. (15 de mayo de 1953) Este concierto se llevó a cabo contra viento y marea: Bud Powell estaba borracho, Charlie Parker, identificado como "Charlie Chan" en las notas originales, tocó un saxofón alto de plástico y Dizzy Gillespie desaparecería del escenario para comprobar el estado del primer combate de boxeo entre Rocky Marciano y Jersey Joe Walcott por el campeonato de los pesos pesados.
- El primer y segundo de los grandes quintetos de Miles Davis:
  - The First Great Quintet (1955-1958) Miles Davis, trompeta, John Coltrane, saxo tenor; Red Garland, piano, Paul Chambers, bajo, Philly Joe Jones, los tambores.
  - The Second Great Quintet (1964-1968) Miles Davis, trompeta; Wayne Shorter, saxo tenor; Herbie Hancock, piano, Ron Carter, bajo, Tony Williams, batería.